# Luperus cyanipennis
Luperus cyanipennis là một loài bọ cánh cứng trong họ Chrysomelidae. Loài này được Kuster miêu tả khoa học năm 1848.